# Глиняная птица
«Глиняная птица» (бенг. মাটির ময়না, Matir Moina) — бангладешский фильм режиссёра Тарика Масуда, снятый в 2002 году. Первый фильм, посланный представлять Бангладеш на премии «Оскар». Выиграл приз FIPRESCI на Каннском кинофестивале.
Вначале был запрещен правительством Бангладеш для показа в стране из-за того, что мог оскорбить религиозные чувства мусульманского населения.
Лишь после того, как режиссёр обжаловал вердикт комиссии по цензуре, картина была допущена к прокату.

## Сюжет
Действие фильма происходит на фоне волнений в Восточном Пакистане в конце 1960-х, ведущих к войне за независимость Бангладеш.
Мальчик Ану был послан в медресе его непреклонным набожным отцом Кази. Младшая сестра Ану заболевает и умирает из-за отказа Кази использовать лекарства. В это время в медресе Ану заводит дружбу с Роконом, эксцентричным мальчиком, который не вписывается в рамки строгой религиозной школы. Чтобы «вылечить» Рокона, преподаватели заставляют его пройти экзорцизм, ныряя в ледяную реку. Отец также пресекает контакты Ану с его дядей, интеллектуалом левых и светских взглядов.
Личные трагедии окружили семью и испытывают их лояльность упрямому патриарху Кази, который до сих пор верит в религиозное единство Пакистана, вопреки жестоким, противоречивым событиям. Сокрушительное развитие политических событий затем изменяет город, жизни героев и внутреннюю динамику семьи, в том числе роль патриарха.

## В ролях
- Нурул Ислам Бабу — Ану
- Рассул Фарази — Рокон
- Джаянта Чаттопадхай[англ.] — Кази Шахиб, отец Ану
- Рокея Прачи[англ.] — Айеша Биби, мать Ану
- Шоаеб Ислам — Милон, дядя Ану
- Ламиса Римджхим — Асма, сестра Ану

## Критика
Элвис Митчелл в своей рецензии написал, что Тарика Масуда в равной мере вдохновили хладнокровие бенгальца Сатьяджита Рая и работа иранского режиссёра Аббаса Киаростами, который ловко использовал ритуальное поведение, чтобы обеспечить социальный комментарий.
Дэвид Руни из Variety также отметил, что «сценарий ловко использует семейную драму, чтобы отразить общенациональное политическое брожение, с ясным и доступным изложением исторического контекста».
И если первый нашёл, что Масуд упрекает фанатизм в вере, а второй — исследует конфликт между исламскими убеждениями и вооруженным насилием, то Джейми Рассел в отзыве для Би-би-си счёл, что режиссёр критикует статус ислама как общего образа жизни и характеризует мулл, как поставщиков массового обмана.

## Награды
Несмотря на то что фильм вначале был запрещён для показа в Бангладеш, его выбрали представлять страну на кинопремии Оскар. Это был первый раз, когда Бангладеш официально отправил фильм для участия в номинации «лучший фильм на иностранном языке». Однако в шорт-лист номинации картина не вошла.
- Каннский кинофестиваль 2002 — Приз FIPRESCI[6]
- Международный кинофестиваль в Марракеше — Приз за лучший сценарий[7]